# Mount Shivling
Mount Shivling är ett berg i Antarktis. Det ligger i Östantarktis. Norge gör anspråk på området. Toppen på Mount Shivling är 307 meter över havet.
Terrängen runt Mount Shivling är kuperad åt sydväst, men åt nordost är den platt. Trakten är glest befolkad. Närmaste befolkade plats är Novolazarevskaya Station, 7,6 kilometer öster om Mount Shivling.